# Рангуцария
Рангуцария (на гръцки: Τα Ραγκουτσάρια) е тридневен карнавал в македонския град Костур (Кастория), Гърция.
Началото на фестивала е на Богоявление – 6 януари. Градът придобива специфичен цвят и жителите се организират на специални бюлюци (μπουλούκια), маскирани групи, които обикалят улиците със собствени традиционни оркестри. Празникът завършва на 8 януари – денят на Света преподобна Доминика или както местните го наричат Патерища (Πατερίστα), с големия парад на карнавала. Рано следобед всички бюлюци, които сатиризират лица и събития, се събират на площада в махалата Долца и се надсвирват и надиграват. Най-добрите са награждавани.
Името на фестивала вероятно произлиза от латинската дума rogatores – просяци.
- Исторически снимки на участници в карнавала от Леонидас Папазоглу
- Двама мъже в женски дрехи
- Надписът гласи: „Австрийският граф се разхожда“
- Участници в Рангуцария